# Lauzès
Lauzès település Franciaországban, Lot megyében. Lakosainak száma 205 fő (2022. január 1.). Lauzès Cabrerets, Cras, Sabadel-Lauzès és Les Pechs-du-Vers községekkel határos.

## Népesség
A település népességének változása:
| Lakosok száma | 187  | 151  | 159  | 161  | 170  | 169  | 189  | 201  | 205  | 205  |
|               | 1968 | 1982 | 1990 | 2006 | 2013 | 2015 | 2017 | 2019 | 2020 | 2022 |